# Lill-Renholmsgrundet
Lill-Renholmsgrundet is een Zweeds eiland behorend tot de Lule-archipel. Het is gelegen tussen het vasteland en Germandön. Het heeft geen oeververbinding en heeft enige overnachtingshuisjes. Ten zuiden ligt Norra Rengrundet. De naam heeft het gekregen van Renholmen, een voormalig eiland.